# کونراد یاکوب تمینک
کونراد یاکوب تمینک (به هلندی: Coenraad Jacob Temminck) (زادهٔ ۳۱ مارس ۱۷۷۸، آمستردام – درگذشتهٔ ۳۰ ژانویه ۱۸۵۸، لیسه) دانشمند زیست‌شناس اهل هلند بود.
او نویسنده کتاب‌های مهمی درباره پرنده‌شناسی در اروپا بود، به گونه‌ای که کتاب Manuel d'ornithologie, ou Tableau systématique des oiseaux qui se trouvent en Europe (چاپ ۱۸۱۵) او برای سال‌ها مرجع اصلی درباره پرندگان این قاره بود. به پاس پژوهش‌های او، فرهنگستان پادشاهی علوم سوئد تمینک را به عنوان عضو خارجی خود پذیرفت.